# Carl Ferdinand Cori
Carl Ferdinand Cori (5. prosince 1896 Praha – 20. října 1984 Cambridge, Massachusetts, Spojené státy) byl americko-český biochemik, vědec a pedagog německé národnosti. V roce 1928 získal státní občanství USA. V roce 1947 obdržel Nobelovu cenu za fyziologii a lékařství. Spolu s ním cenu obdrželi také jeho manželka Gerty Coriová a fyziolog Bernardo Houssay.

## Mládí a studium

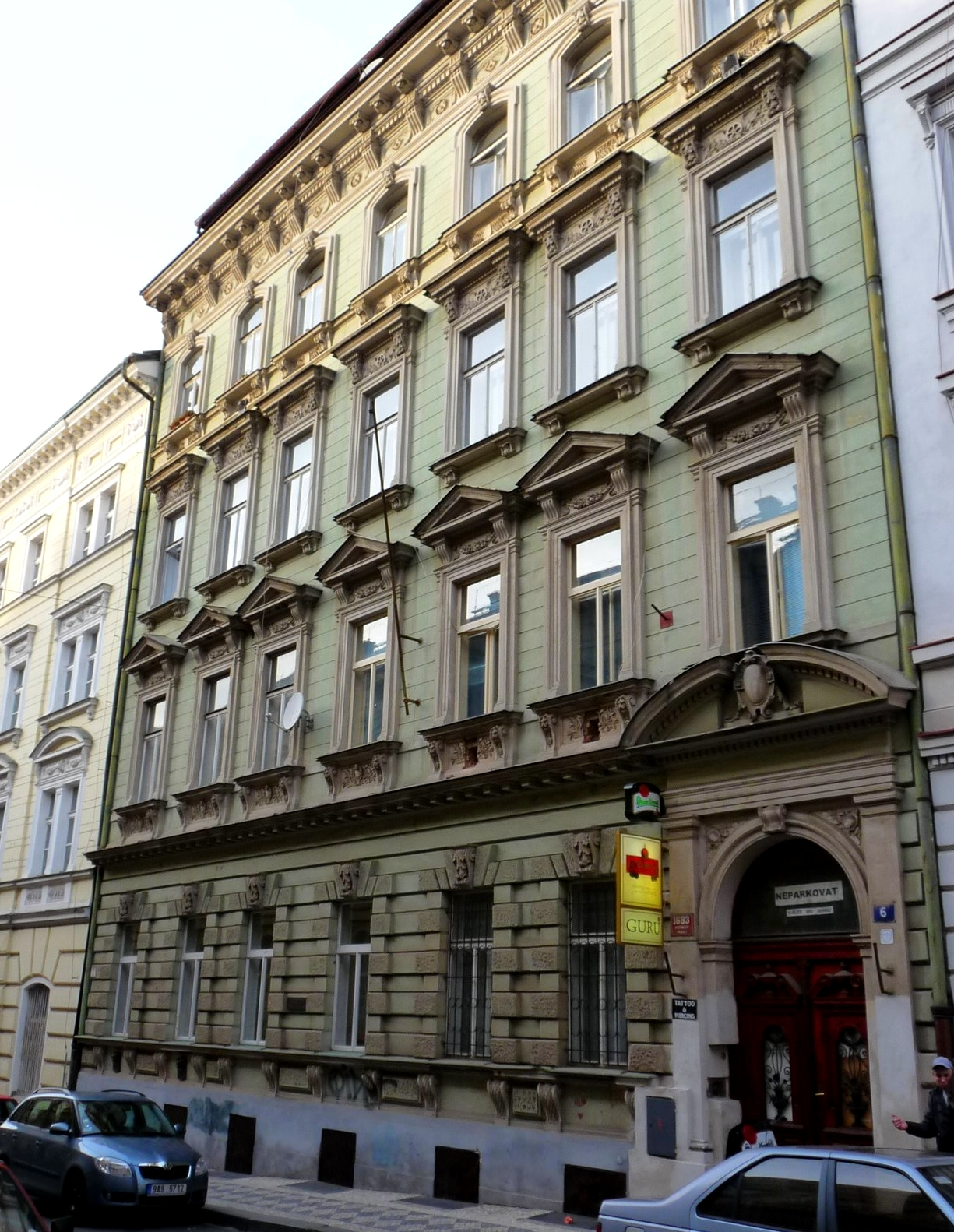
Rodný dům s pamětní deskou Carla Ferdinanda Coriho

Carl Ferdinand Cori se narodil v Praze na Novém Městě v Salmovské ulici čp. 1693/II, č.o. 6 jako nejstarší ze tří dětí v rodině lékaře zoologa a universitního pedagoga MUDr. Carla Isidora Coriho, který byl profesorem zoologie na německé Karlo-Ferdinandově univerzitě v Praze, a akademičky Marie Luisy Coriové (* 1875), roz. Lippichové. Od roku 1898 do 1914 žil s rodiči v Terstu (zde se otec stal ředitelem zoologické a výzkumné stanice), absolvoval tamní gymnázium a v roce 1914 byl přijat ke studiu na Lékařské fakultě německé Karlo-Ferdinandovy univerzity v Praze. Během studia byl v roce 1917 povolán do rakouské armády a sloužil na italské frontě I. sv.války v lyžařských oddílech a ve zdravotnickém sboru (v Terstu zařídil laboratoř). Po skončení války v roce 1918 pokračoval v Praze ve studiu.
Na fakultě se seznámil se studentkou Gertou Theresou Radnitzovou a jejich společné zájmy již zde vedly k výzkumné práci i publikování. Studium oba ukončili promocí v oboru medicíny s titulem MUDr. (doctor medicinae universae) a ještě v témže roce 1920 odjeli do Vídně, jednak kvůli problémům, které v Praze vznikaly z židovského původu Gerty Radnitzové a nežidovského původu Carla Coriho, také i proto, že tehdejší pražská společnost ještě neuměla přijímat a uznávat ženu jako vědkyni. Ve Vídni, také proti vůli svých rodičů, v srpnu 1920 uzavřeli sňatek a plánovali zůstat v metropoli Rakouska a pracovat tam natrvalo.

## Praxe a výzkum

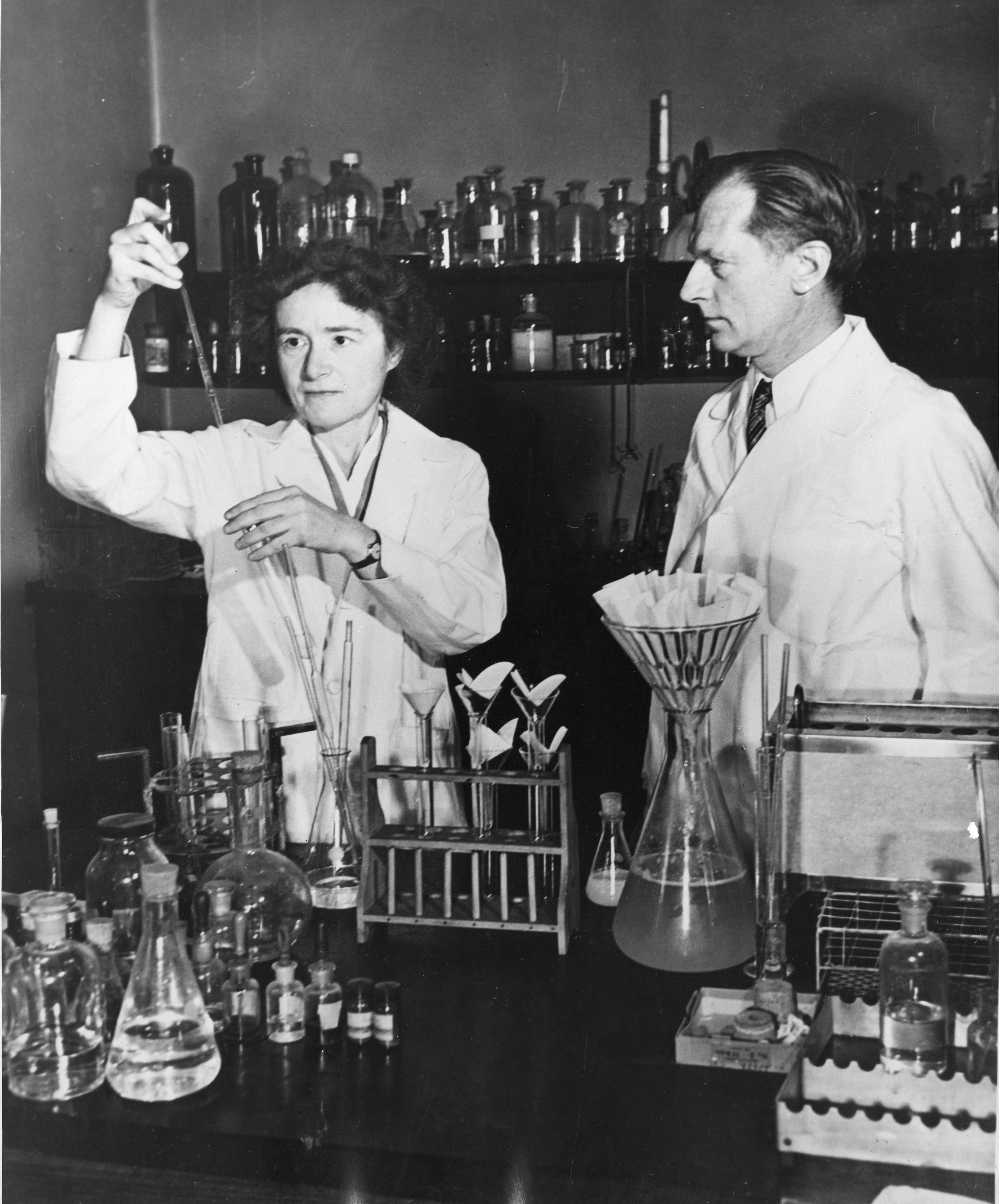
Manželé C. a G. Cori v laboratoři (USA)

Carl Cori začal ve Vídni jako asistent 1. lékařské kliniky a ústavu farmakologie vídeňské univerzity (1920–1921), potom byl asistentem v ústavu farmakologie univerzity ve Štýrském Hradci (Graz) (1921). Byl zde také vyzván ke spolupráci s vědcem Otto Leowim (1873–1961); studovali vliv nervu vagus na srdeční činnost; za tuto práci obdržel O.Loewi Nobelovu cenu za fyziologii a lékařství 1936. Manželka Gerta pracovala jako lékařka ve vídeňské dětské nemocnici (1920–1922).
Carlu Corimu bylo nabídnuto místo ve Státním ústavu pro výzkum zhoubných onemocnění v Buffalu v USA. Vzhledem k velmi špatným existenčním a pracovním podmínkám v Rakousku se manželé Coriovi rozhodli odejít do USA.

### V USA
Carl Cori odjel (1922) do Ameriky a ve Státním ústavu (the State Institute for the Study of Malignant Diseases) v Buffalu (stát New York) nastoupil na místo biochemika (1922–1931). Za půl roku přijela a nastoupila i Gerta Coriová. Mají nesmírnou zásluhu ve výzkumech v biochemii a v medicíně – během společné práce se mj. zaměřili na metabolismus sacharidů v živočišném organismu, fyziologické přeměny sacharidů, v roce 1929 objevili průběh katalytické konverze glykogenu, který byl pojmenován po nich (cyklus Coriových). Věnovali se regulační úloze hormonů insulinu a adrenalinu. Prokázali glykolysu v nádorových buňkách. V odborném lékařském názvosloví se všeobecně používají pojmy CORI ester – glukoso-1-fosfát; pojmem CORI disease se označují jednotlivé poruchy v metabolismu glykogenu.
V roce 1931 Carl přijal zaměstnání na Lékařské fakultě Washingtonovy univerzity v Saint Louis (stát Missouri) a stal se profesorem farmakologie; v roce 1942 profesorem biochemie. Na Washingtonově univerzitě působil do roku 1966, kdy odešel (z funkce vedoucího oddělení biochemie) do důchodu a přestěhoval se do Cambridge ve státě Massachusetts. Zde v laboratořích Massachusetts General Hospital ještě prováděl výzkumy v oblasti genetiky.
V letech 1966–1984 byl aktivní jako hostující profesor biochemie místní
Harvardovy univerzity a vedoucí biochemické laboratoře Massachusettské všeobecné nemocnice

## Ocenění

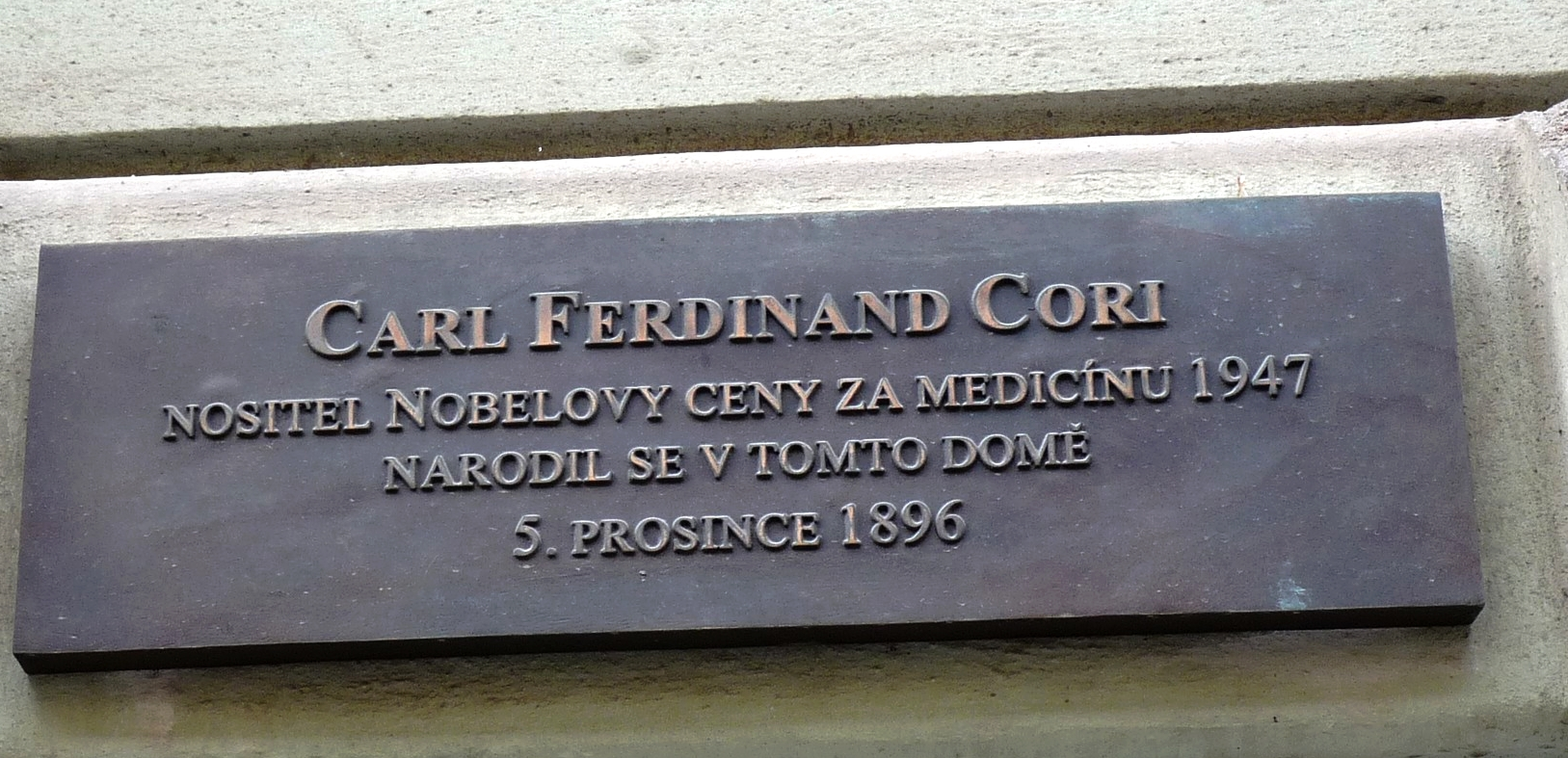
Pamětní deska C. Coriho -odhalena v Praze roku 2000

- Carl Ferdinand Cori a Gerty Theresa Cori obdrželi (spolu s argentinským vědcem-fyziologem B.Houssayem) v roce 1947 Nobelovu cenou za medicínu za objev funkce hormonů předního laloku hypofýzy při metabolismu cukrů.
- Profesor MUDr. Carl Cori získal cenu Aberta Laskera za základní lékařský výzkum (1946).
- V rámci oslav 650. výročí založení Univerzity Karlovy se konal 5.12.1997 seminář Manželé Coriovi – jediní nositelé Nobelovy ceny za medicínu z Prahy. Uspořádala ho 3. lékařská fakulta UK. Připomínal 40. výročí úmrtí Gerty Coriové a 50. výročí udělení Nobelovy ceny. Semináře se účastnili biochemici z České republiky a Slovenska, historikové z ČR a Slovinska; literární vědci a publicisté, zástupci velvyslanectví USA, Itálie a Rakouského kulturního institutu. Hostem byl i syn manželů Coriových Carl Thomas, který vystoupil s osobními vzpomínkami na rodiče.
- Kabinet dějin lékařství 3.LF UK v Praze uspořádal 7.–9. listopadu 2007 druhý seminář o Coriových s přednáškami životopisnými a rodopisnými a také o jejich díle.
- V USA – na Chodníku slávy města St. Louis vědce Carla a Gertu Cori, rodáky z Prahy připomíná společná hvězda.[p 2]
- V České republice – v Praze byla 26. října 2000 na rodném domě v Salmovské ulici č.6/1693 (poblíž Karlova náměstí) odhalena pamětní deska Carlu Cori – vědci, který dotáhl svůj výzkum až k metám nejvyšším – k Nobelově ceně. Na odhalení desky přijel z USA jejich syn Carl.[p 3] Za organizátory akce – projektu „Praha, Evropské město kultury 2000“ zde byl ředitel Michal Prokop.
- Ve vestibulu budovy Všeobecné fakultní nemocnice, U Nemocnice 5, Praha 2, je umístěna pamětní deska s textem: „Zde studovali nositelé Nobelovy ceny, manželé Carl Ferdinand Cori (1896–1984) a Gerta Teresa Cori roz. Radnitz (1896–1957)“.